# Marianne Roetzel
Marianne Roetzel (* 1941 in Waldbröl) ist eine deutsche Bildhauerin.

## Daten und Fakten
Marianne Roetzel studierte zunächst von 1962 bis 1964 an der Uni Marburg und wechselte anschließend von 1964 bis 1969 auf die Kunstakademie Düsseldorf, wo sie sich für die Bildhauerei einschrieb. Bereits 1968 erhielt sie den Poensgen-Förderpreis. Im gleichen Jahr legte sie ihr 1. künstlerisches Staatsexamen ab und avancierte 1969 zur Meisterschülerin. Von 1969 bis 1973 bildete sich Marianne Roetzel an der Kunstakademie Kyōto in Japan weiter.
Sie wurde 1972 Mitglied der Gründungskommission der japanischen Bildhauersymposien in Sannomiya und übernahm eine einjährige Lehrtätigkeit am Goethe-Institut in Osaka und an der Kansai-Gakuin-Universität Sannomiya.
Nach einem längeren Aufenthalt in Thailand, Indonesien, Indien, Nepal erhielt die Künstlerin von 1973 bis 1976 einen Lehrauftrag an der Kunstakademie Düsseldorf. Anschließend ging sie als Austauschlehrerin an die Brezalel-Kunstakademie nach Jerusalem. Erneute Studienaufenthalte in Japan, Thailand, Korea, Indien und Ägypten vervollständigten ihr Wissen und Werk. Von 1978 bis 1980 war Marianne Roetzel nebenberuflich als Kunsterzieherin am Gymnasium Bergneustadt tätig. Von 1986 an ging sie bis 1999 einer Lehrtätigkeit für Bildhauerei an der Uni Siegen nach.

## Einzelausstellungen (Auswahl)
- 1970 Galerie Ushio, Kyoto.
- 1972 Tokiwa-Galerie, Tokio.
- 1974 Rheinisches Landesmuseum Bonn.
- 1975 Landschaftsverband Rheinland, Köln.
- 1975 Kyoto-Shinkogei-Salon, Kyoto.
- 1976 Gyda Galerie, Jerusalem.
- 1987 Haus Nordhelle, Meinerzhagen.
- 1995 Kunstverein Nümbrecht.
- 1996/98 Signa Tokio.
- 1992/93/97 Kunst Kabinett Hespert.
- 2000 Japanisches Kulturinstitut, Köln, zusammen mit Nagunuma.
- 2001 Kunst Keller Klingelpütz, Köln.
- 2001 Galerie am Turm, Köln.
- 2002 Museum Theo Kerg, Schriesheim.

## Gruppenausstellungen (Auswahl)
- 1970/71/72 Museum für moderne Kunst, Kyoto.
- 1973 White Chapel Art Galerie, London.
- 1974 Städtische Kunstsammlung Rheinhausen.
- 1977 Art Workshop 77, Kobe.
- 1995 Werkstatt Morsbach
- 1998 Kunstsammlung Oberberg.
- 1999 Kunstkabinett Hespert.
- 2001 Galerie im Turm, Köln.